# Breaking Glass (pel·lícula)
Breaking Glass és una pel·lícula britànica del 1980 protagonitzada per Hazel O'Connor, Phil Daniels i Jonathan Pryce. Va ser coproduït per Dodi Fayed i escrit i dirigit per Brian Gibson, el seu debut al llargmetratge.
La pel·lícula es va projectar fora de competició al 33è Festival Internacional de Cinema de Canes.
L'àlbum de la banda sonora, amb cançons interpretades per O'Connor, va assolir el número 5 al Regne Unit i va ser certificat Or per la Indústria Fonogràfica Britànica Dos senzills, "Eighth Day" i "Will You", tots dos van arribar al Top 10 del Regne Unit.

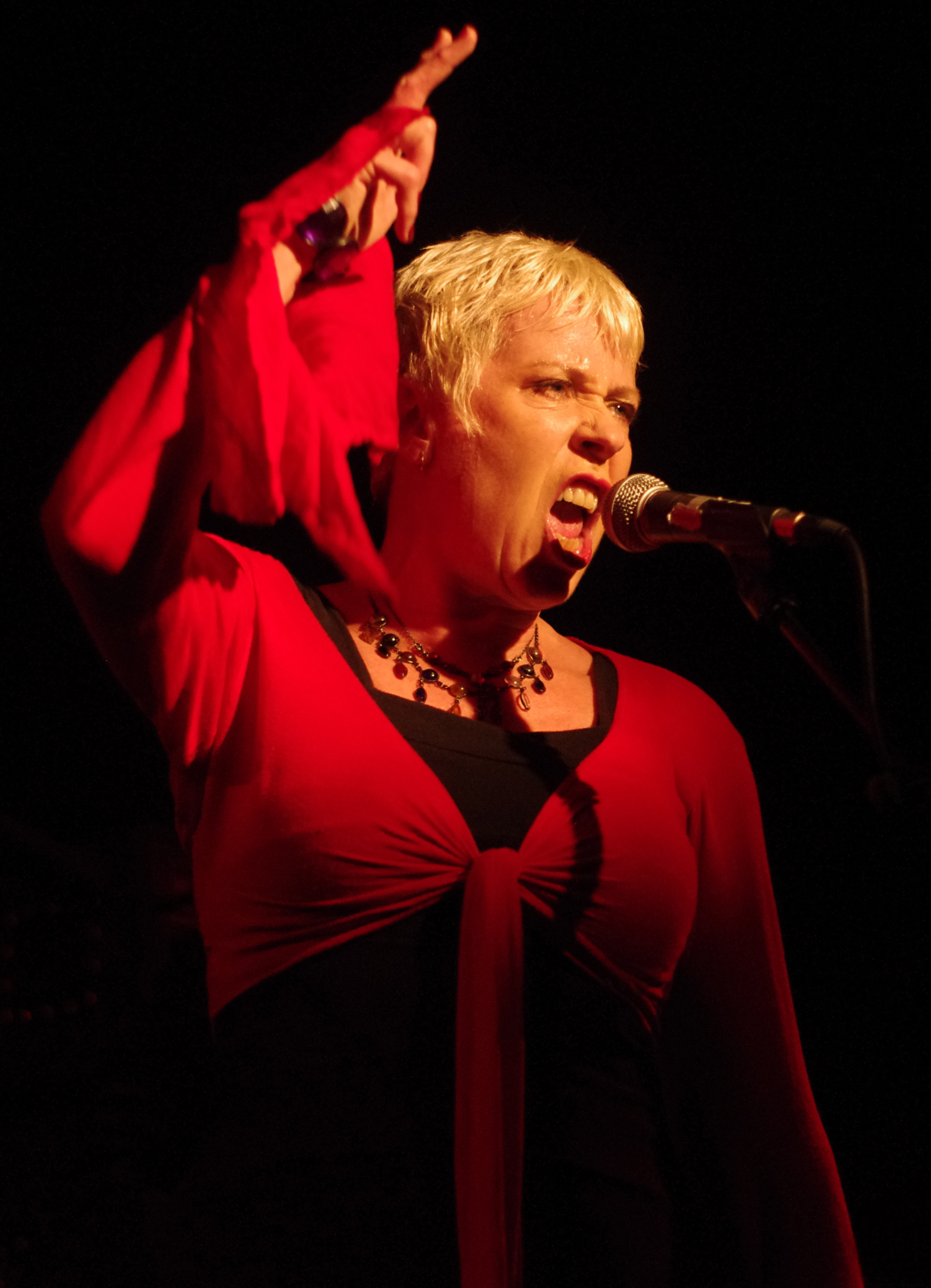
Hazel O Connor

## Argument
La pel·lícula representa l'ascens i la caiguda de Kate Crowley (Hazel O'Connor), una jove cantant i compositora enfadada però creativa. A l'inici de la pel·lícula, la descobreix Danny (Phil Daniels), un jove que vol desesperadament convertir-se en promotor de bandes de música, però està encallat treballant per a un altre agent (que l'obliga a comprar centenars de còpies dels senzills d'una de les seves artistes, Suzie Sapphire, per manipular les llistes de música). Danny participa activament en el control de la carrera de Kate, impressionat pel seu talent però no pel seu grup, a qui acomiada ràpidament. Organitza audicions i s'acosta a antics amics i, en fer-ho, es forma la nova banda de Kate, Breaking Glass. Breaking Glass està format per Kate a la veu i el teclat, els millors amics Tony (Mark Wingett) i Dave (Gary Tibbs) al sol i al baix, respectivament, l'heroïnòman i parcialment sord Ken (Jonathan Pryce) al saxo i el 'mental' Mick (Peter-Hugo Daly) a la bateria.
Danny fa tot el possible per promocionar la banda, però ho troba difícil. El millor que pot fer és passar unes quantes nits en un pub freqüentat per neonazis, que, donades les tendències anarquistes i liberals de Kate que brillen en la seva composició de cançons, no va bé. Després d'esclatar una baralla una nit i que el públic es nega a pagar a la banda, Danny finalment aconsegueix persuadir la Kate anti-establishment perquè enregistri una cinta de demostració. Aleshores, Danny i Kate porten la cinta de demostració a alguns promotors de concerts que no mostren cap interès.
La banda segueix lluitant per sortir-se'n, tot i ser molestada per la policia, i mentrestant Kate s'adona que s'està enamorant de Danny. El dur treball finalment paga els seus fruits quan els promotors del concert finalment accepten ajudar, però només oferint a la banda un contracte que Danny descriu com "feudal".
Passen diversos mesos mentre la banda recorre el país, acumulant una gran base de fans. La nit de Nadal, la banda es queda encallada quan la seva furgoneta s'avaria i els maquinistes del tren de British Rail estan en vaga. És en aquest moment quan Danny i Kate es fan un petó per primera vegada i es converteixen en parella.
Danny fa xantatge al seu antic ocupador (amenaçant-li de revelar com va pagar a Danny per manipular les llistes) perquè assisteixi a un concert a Londres. Tanmateix, el desastre es produeix quan la banda comença a actuar i es produeix un tall de corrent. Encoratjat per Danny i Mick, la banda continua igualment i guanya la multitud hostil. La seva actuació impressiona molt als agents musicals que Danny va obligar a venir, i a la banda se li ofereix un contracte discogràfic.
Gairebé immediatament les coses no van bé. En primer lloc, a la banda no li fa gràcia com els agents musicals demanen canvis a algunes de les lletres "ofensives" per assegurar-se la reproducció (com canviar-li "cossejar el cul" per "colpejar el nas"). La gravació del primer disc no va bé i els agents també revelen que creuen que Danny és el problema. L'ascens a les llistes de "Top of the Wheel", el primer senzill de la banda, és paral·lel a l'èxit anterior de Suzie Sapphire.
Obligats a tocar en un concert benèfic de Rock Against Racism, la banda troba a faltar l'organització i intenta marxar, només per veure que s'acosta una manifestació neonazi. Decideixen tocar de totes maneres (i una cançó especialment controvertida), que provoca que esclati un disturbi. Danny vol que la banda marxi, però Kate insisteix a burlar-se de la multitud. Això canvia quan un jove que ha estat apunyalat cau davant d'ella, cridant de dolor i desesperació. Això fa que Kate cridi.
Mentre es recupera del seu trauma, Kate es veu obligada a fer una audició per a un famós productor musical, Bob Woods (Jon Finch), que deixa clar que vol produir la seva música i també participar-hi amb ella. Les noves cançons de Kate semblen ajudar-la a recuperar-se mentalment, però la resta de la banda no està tan contenta. Danny es veu empès cada cop més al marge i Ken no té cap paper de saxo per tocar en el gran nou senzill.
De nou de gira, els agents comencen a sembrar llavor de descontentament entre la banda, donant a entendre que Danny és el problema. Això condueix a un enfrontament a l'autobús turístic després del qual Danny surt d'una tempesta i abandona. Woods ara s'instal·la com a gerent de la banda i es converteix en el nou amant de Kate.
Després de molt més èxit, inclòs un disc de platí, la banda no para d’esfondrar-se. Mick abandona, afirmant que està avorrit dels patrons de bateria simplistes que li han donat per tocar. Kate odia les pressions i la falta de control que li ha comportat la fama. Dave i Tony tracten en Ken terriblement, odiant-lo per ser un addicte, i ell també abandona el grup. A hores d'ara, el nom de la banda s'ha canviat a Kate & Breaking Glass.
Durant un programa de ràdio que convida els oients a trucar, Kate té problemes per entendre els seus fans i s'enfada quan l'acusen d'estar controlada per la seva discogràfica, i encara més quan algú que creu que és Danny la truca per acusar-la d'haver-se venut. El següent senzill llançat és "Big Brother", que presenta les lletres "ofensives" completament canviades tal com volien els agents musicals originalment, demostrant que efectivament s'ha esgotat.
Mick i Ken es reuneixen amb Danny i l'acusen d'abandonar-los i arruïnar la banda, però tot i així li supliquen que torni a ajudar a Kate, però ell es nega.
La pel·lícula acaba amb un gran concert i l'estrena d'una nova cançó, tot i que Kate ja drogada es veu obligada a pujar a l'escenari per Chris Campbell, que la manté a la força mentre un metge li injecta més drogues a les natges. Kate continua amb la banda, interpretant la cançó "Eighth Day" (l'estrena nord-americana de la pel·lícula acaba la pel·lícula després de la cançó). Un cop acaba la cançó, Kate fuig de l'escenari cap al London Underground, on comença a al·lucinar gent vestida com ella i els seus antics companys de banda, i té una crisi nerviosa.
L'escena final mostra a la Kate catatònica a un hospital psiquiàtric on Danny la ve a visitar i a portar-li un sintetitzador.

## Repartiment
- Phil Daniels – Danny
- Hazel O'Connor – Kate Crowley
- Jon Finch – Bob Woods
- Jonathan Pryce – Ken
- Peter-Hugo Daly – Mick
- Mark Wingett – Tony
- Gary Tibbs – Dave
- Charles Wegner – Chris Campbell
- Mark Wing-Davey – Fordyce
- Hugh Thomas – Davis
- Derek Thompson – Andy
- Nigel Humphreys – Brian
- Ken Campbell – Publican
- Lowri Ann Richards – Jane
- Peter Tilbury - Oficial del CID
- Zoot Money – Home de promocions
- Jim Broadbent - Station Porter
- Richard Griffiths - Enginyer d'estudi
- Janine Duvitski – Jackie
- Michael Kitchen – Larner
- Jonathan Lynn - DJ de ràdio
- Gary Holton - Guitarrista punk
- Kenneth MacDonald - Home de seguretat

## Producció
El finançament inicial de 30.000 £ utilitzats per al desenvolupament va ser proporcionat per Goldcrest Films. La pel·lícula es va anunciar originalment com un projecte de llargmetratge Rock Follies. Els costos de desenvolupament van ser reemborsats a Goldcrest quan Allied Stars, dirigit per Dodi Fayed, va posar en marxa el pressupost sencer de 3 milions de dòlars per convertir-la en la seva primera pel·lícula. Goldcrest i Allied Stars després treballarien junts a Carros de foc.
El rodatge va començar l'1 d'octubre de 1979.